# División de Investigación, Policía Judicial y Estadística Criminal
La División de Investigación, Policía Judicial y Estadística Criminal, por sus siglas DIPEC, pero denominada desde su creación F2 fue una policía secreta y judicial de Colombia, dependiente de la Policía Nacional. Esta unidad se creó en 1949, se reformó en los años 1980 y se disolvió en 1995, dándole paso a la Dirección de Investigación Criminal e Interpol y a la Dirección de Inteligencia Policial. El F2 participó en la operación de Retoma del Palacio de Justicia, pues varios de sus detectives fueron captados asistiendo a la Policía Nacional y al Ejército Nacional. Al F2 se le ha relacionado con casos de desaparición forzada, limpieza social, así como asocio con paramilitares y narcotraficantes, entre otros.

## Historia

### Departamento F2 del Estado Mayor
Por el Decreto 1814 se traslada la subordinación de la Policía Nacional del Ministerio de Gobierno, donde funcionaba desde sus orígenes, al Ministerio de Guerra. Así mismo, las funciones de inteligencia se delegaron al F-2, personal al F-1, operaciones al F-3, y logística al F-4. En 1963, el F-2 pasó a denominarse Departamento F2 del Estado Mayor. En 1969 se creó el Laboratorio de Criminalística, el cual le sirvió al F2. En 1971, el F2 se convirtió en la División de Información, Policía Judicial y Estadística Criminal (DIPEC) adscrita al Ministerio de Defensa, conservando su denominación F2 hasta su transformación.

### Reemplazo de la DIPEC
El 15 de enero de 1977, la DIPEC creó un departamento denominado Centro de Investigaciones Criminológicas (CIC) como elemento integral del cuerpo de la Policía.
En 1983, mediante el Decreto 2137 el CIC fue elevado a la categoría de Dirección, denominándose Dirección de Policía Judicial e Investigación (DIJIN). Finalmente, en 1995 la DIPEC desapareció y sus tareas de inteligencia e investigación se dividieron entre la nueva Dirección de Inteligencia Policial (DIPOL) y la DIJIN, unidad que para esta transformación se renombró Dirección de Investigación Criminal (DIJIN).